# سیارک ۳۶۸۷
سیارک ۳۶۸۷ (به انگلیسی: 3687 Dzus، نامگذاری:A908TC) سه هزار و ششصد و هشتاد و هفتمین سیارک کشف شده‌است که در ۷ اکتبر ۱۹۰۸ و در هایدلبرگ کشف شد.
قدر مطلق سیارک برابر ۱۱٫۵۰ است.